# Tim Watter
Tim Watter (* 27. Dezember 1991 in Zürich) ist ein ehemaliger Schweizer Snowboarder. Er startete im Snowboardcross.

## Werdegang
Watter startete im Februar 2012 in Blue Mountain erstmals im Snowboard-Weltcup und belegte dabei den 49. Platz. Zuvor errang er bei den Juniorenweltmeisterschaften 2010 in Cardrona den 24. Platz und bei den Juniorenweltmeisterschaften 2011 in Chiesa in Valmalenco den sechsten Platz. In den folgenden Jahren bis 2018 absolvierte er 32 Weltcups, wobei er dreimal unter die ersten Zehn kam. Seine beste Platzierung erreichte er im Dezember 2012 in Montafon und im September 2017 am Cerro Catedral mit dem fünften Platz. Sein bestes Gesamtergebnis im Weltcup war in der Saison 2014/15 der 13. Platz im Snowboardcross-Weltcup. Im Europacup siegte er zweimal und gewann in der Saison 2014/15 die Snowboardcrosswertung. Zudem wurde er in der Saison 2010/11 Zweiter in der Snowboardcrosswertung. Bei den Snowboard-Weltmeisterschaften 2011 in La Molina fuhr er auf den 46. Platz, bei den Snowboard-Weltmeisterschaften 2013 im Stoneham auf den 36. Rang und bei den Snowboard-Weltmeisterschaften 2017 in Sierra Nevada den 26. Platz. Bei seiner einzigen Olympiateilnahme im Februar 2014 in Sotschi belegte er den 21. Platz.

## Teilnahmen an Weltmeisterschaften und Olympischen Winterspielen

### Olympische Winterspiele
- 2014 Sotschi: 21. Platz Snowboardcross

### Snowboard-Weltmeisterschaften
- 2011 La Molina: 46. Platz Snowboardcross
- 2013 Stoneham: 36. Platz Snowboardcross
- 2017 Sierra Nevada: 26. Platz Snowboardcross

## Weltcup-Gesamtplatzierungen
| Saison  | Snowboardcross | Snowboardcross |
| Saison  | Punkte         | Platz          |
| ------- | -------------- | -------------- |
| 2011/12 | 192            | 51.            |
| 2012/13 | 965            | 22.            |
| 2013/14 | 322            | 36.            |
| 2014/15 | 650            | 13.            |
| 2015/16 | 150            | 51.            |
| 2016/17 | 344            | 37.            |
| 2017/18 | 566            | 41.            |